# Мухаммад аш-Шейх ас-Сегір
Мухаммад IV аш-Шейх ас-Сегір (араб. محمد الشيخ الصغير; д/н —30 січня 1655) — султан Марокко з династії Саадитів в 1636—1655 роках. Відомий також як Мухаммад аш-Шейх III.

## Життєпис
Син султана Зідана ан-Насіра та рабині-іспанки. Про дату народження й молоді роки обмаль відомостей. Після смерті батька разом з братом Аль-Валідом повстав проти брата — султана Абу Марвана Абд аль-Маліка II. Мухаммад і Аль-Валід зазнали поразки, а їх майно конфісковано.
1631 року після вбивства султана Абу Марвана Абд аль-Маліка II трон дістався іншому братові — Аль-Валіду. Той засадив за ґрати своїх родичів, зокрема Мухаммада. 1636 року після вбивства Аль-Валіда його звільнили й посадили на трон.
Поступово Мухаммад аш-шейх втрачав вплив в державі. Цьому сприяла економічна, а особливо фінансова криза. Військо було невдоволене. В центрі та півночі ширилися повстання племен, суфіїв та марабутів. Найпотужнішими були шейх Абу'л-Амлак Мухаммад ас-Шаріф (відомий як Сіді Мухаммад), що став паном в Талфілальту, і Сіді Алі, володар Сусу, Сіджильмаси, Тагази. Невдовзі війська султана зазнали поразки у битві біля Тазеруальт від Сіді Алі, що захопив Агадір.
У 1638 році в битві при Ваді аль-Абід Мухаммад аш-Шейх зазнав поразки від суфійської завії Діла. В результаті втратив землі на півночі та заході. Того ж року уклав договір з Карлом I, королем Англії, за яким останній повинен був заборонити англійським купцям продавати зброю ворогам султана. Натомість Мухаммад аш-Шейх обіцяв надати Англію монополію на торгівлю в порту Сафі. Проте англійці фактично не виконували умов, тому договір втратив силу.
1640 року влада султана обмежувалася областю навколо Марракешу. Держава фактично розпалася на декілька частин. Основні контролювали Алауїти і Діла. Значний час приділяв захисту володінь від нападів сусідніх берберських племен. Втім сумів стабілізувати господарське життя в підвладних землях, де лише з 1650 року почали зростати ціни на їжу.
Помер 1655 року в Марракеші. Йому спадкував син Ахмад аль-Аббас.